# Bazénová chemie
Bazénová chemie zahrnuje široké spektrum přípravků, používaných pro udržení žádoucí kvality bazénové vody. Zvláště v případě klasických venkovních zahradních bazénů se bez přípravků bazénové chemie není možné v žádném případě obejít – nelze jinými způsoby dosáhnout dostatečně vyhovující kvality bazénové vody. Alternativou mohou být takzvané přírodní bazény či jezírka, kde se čisté vody dosahuje za pomoci vodních rostlin.
Klasické domácí venkovní bazény jsou umělé koupací nádrže kruhového, obdélníkového nebo oválného tvaru, primárně určené k relaxaci a odpočinku. Jedná se buď o nadzemní objekty, nebo o bazény, zapuštěné do okolního terénu. Konstrukčním materiálem je obvykle plast nebo beton. Kvůli tomu, že jsou domácí venkovní bazény obvykle umístěny přímo pod širým nebem, jsou vystaveny povětrnostním vlivům a působení okolního prostředí. Vzhledem k tomu, že zahradní bazén – na rozdíl od zahradních jezírek nebo přírodních vodních biotopů – postrádá jakoukoliv samočisticí schopnost, je nutné o čistotu bazénové vody pečovat a průběžně upravovat její jednotlivé parametry tak, aby nedocházelo ke zhoršení vlastností bazénové vody a ke znemožnění koupání a odpočinku.
Úprava bazénové vody a udržení její žádoucí kvality je náročný proces. Na rozdíl od podmínek při vodárenských procesech, používaných při výrobě vody pitné, úprava a využívání vody bazénové probíhá za vyšší teploty vody a okolního vzduchu a přímém slunečním záření. Oba tyto parametry rozhodujícím způsobem podporují růst nežádoucích mikroorganismů v bazénové vodě, ať už se jedná o řasy, bakterie či drobné prvoky. Do bazénové vody se z okolního prostředí nebo z těl koupajících dostávají ve velkém množství organické látky (pyl, zbytky rostlin, rezidua kosmetických přípravků či opalovacích krémů z pokožky koupajících se aj.), které slouží jako živiny pro mikroorganismy ve vodě obsažené a tím podporují jejich růst a rozmnožování. Bez bazénové chemie by se z bazénu stala páchnoucí nádrž hnijící vody.

## Rozdělení přípravků

### Úprava hodnoty pH bazénové vody
Aby mohly přípravky bazénové chemie správně fungovat a aby bylo dosaženo optimální rovnováhy mezi formami výskytu jednotlivých sloučenin v bazénové vodě, je třeba udržovat hodnotu pH bazénové vody ve správném, tj. optimálním, rozmezí 6,8 až 7,4. Od správné hodnoty pH bazénové vody se odvíjí celý další proces její úpravy a udržení žádoucí kvality. K úpravě hodnoty pH bazénové vody se používají přípravky bazénové chemie, běžně označované jako pH plus nebo pH minus. Jedná se obvykle o kapalné koncentráty, ale můžeme se setkat i s přípravky pro úpravu pH ve formě granulátu či prášku. Kapalné koncentráty umožní rychlé dávkování (koncentrát lze po naředění ihned aplikovat), pevné přípravky je nezbytné před aplikací do bazénu rozpustit v dostatečném množství bazénové nebo pitné vody (ve vědru). Kapalné přípravky pak mají hlavní nedostatek v tom, že může dojít k potřísnění oděvu či pokožky a sliznic. Výhodou kapalných přípravků je možnost využít k jejich aplikaci automatické dávkovače.

### Přípravky na bázi aktivního chloru, bromu nebo kyslíku
V počátcích výroby bazénové chemie používali výrobci v recepturách svých produktů účinné látky, používané ve vodárenství při výrobě pitné vody. Jednalo se hlavně o sloučeniny na bázi aktivního chloru, které mají za sebou desítky let osvědčených aplikací při hygienickém zabezpečování pitné vody jak při úpravě, tak při distribuci ke koncovým zákazníkům.  Přípravky bazénové chemie na bázi aktivního chloru se díky vysoké účinnosti, spolehlivosti a výhodné ceně používají i dnes. Kategorie chlorové bazénové chemie je velmi obsáhlá a díky moderním výrobním postupům se lze setkat s přípravky bazénové chemie na bázi aktivního chloru v kapalné podobě (chlornan sodný či chlornan sodný stabilizovaný), granulované podobě (Chlor šok či chlor shock) nebo ve formě speciálních bazénových tablet (Chlorové tablety, Tablety do bazénu, Multifunkční tablety, Triplex tablety, Start tablety a další).
Chlor však není jediné oxidační činidlo, jehož sílu přípravky pro úpravu bazénové vody využívají. Existuje široké spektrum přípravků bazénové chemie na bázi kyslíku, bromu nebo speciálních organických látek (např. PHMG).

### Testery parametrů vody
Provozovatelé domácích bazénů se neobejdou v koupací sezóně bez pravidelného monitoringu základních parametrů bazénové vody, mezi kterými je na prvním místě hodnota pH, aktuální koncentrace aktivního chloru, bromu či kyslíku a posouzení zákalu či barvy bazénové vody. K pravidelně prováděným kontrolním měřením se používají kapkové nebo tabletové testery. Měření je snadné a výsledek je znám obvykle do jedné minuty (v případě tabletových testerů může být výsledek znám do několika minut, vždy je nezbytné počkat, až dojde k úplnému rozpuštění tablety činidla tabletového testeru).

### Odstranění nečistot
Kvůli vysoké zátěži znečišťujícími látkami, které je bazénová voda při provozu bazénu vystavována, musí být provozovatelé domácích bazénu připraveni okamžitě reagovat na zhoršení kvality vody a hned při vzniku problému aplikovat vhodný přípravek bazénové chemie. Existují přípravky pro odstranění nežádoucích řas (zvané algicidy), pro eliminaci zákalu bazénové vody (vločkovače, shlukovače, projasňovače a flokulační kartuše) či pro odstranění pěny (odpěňovače). Prodávají se v podobě kapalných koncentrátů, rozpustného granulátu nebo speciálních bazénových tablet, usnadňujících dávkování.

### Změkčovače
Další přípravky bazénové chemie obsahují účinné látky pro eliminaci bělavého zákalu bazénové vody a nežádoucích inkrustů na stěnách bazénu či bazénovém příslušenství. Tyto inkrusty jsou tvořeny nerozpustnými solemi vápníku či hořčíku a často se objevují, pokud má voda, kterou je bazén napuštěn, vyšší obsah minerálních látek. Přípravky bazénové chemie pro snížení tvrdosti vody nerozpustné sloučeniny převedou zpět do jejich rozpustné formy, která nezhoršuje kvalitu bazénové vody.

### Zazimovače
Zazimovače jsou produkty používané po ukončení koupací sezóny v případě, že se bazén před nadcházejícím zimním obdobím úplně nevypouští. (U mnoha zapuštěných bazénu nelze o vypuštění vůbec uvažovat; obecně je třeba dbát pokynů výrobce bazénové skořepiny.) Zazimovače stabilizují bazénovou vodu v zimním období a pomohou zachovat její kvalitu do jara.

### Úklid
K bazénové chemii patří konečně i čisticí přípravky určené k udržení čistoty bazénu, bazénového příslušenství a okolních ploch.